# The Shapies
The Shapies ist eine australische computer-animierte Kinderserie, die vom 6. Juli bis 30. Dezember 2002 in Australien über den Sender Nine Network und in den Vereinigten Staaten über PBS Kids ausgestrahlt wurde. Die Serie umfasst 26 Episoden.
Die Sendung richtet sich an vier- bis achtjährige Kinder und behandelt die Abenteuer der Shapies, einer Rockband, bestehend aus zehn unterschiedlichen geometrischen Gestalten. Die Shapies erscheinen aus einer Spielzeugkiste im Schlafzimmer des Jungen Zach. Die Sendung enthält musikalische Einlagen zu jedem Charakter, die von Robert und Meir Robertson vom Island View Recording Studio in Coffs Harbour gesungen werden.